# ماهو کدرو
ماهو کدرو (انگلیسی: Meho Kodro؛ زادهٔ ۱۲ ژانویهٔ ۱۹۶۷) بازیکن فوتبال اهل یوگسلاوی است.
وی همچنین در تیم‌های ملی فوتبال یوگسلاوی و بوسنی و هرزگوین بازی کرده‌است.